# Premio Stalin

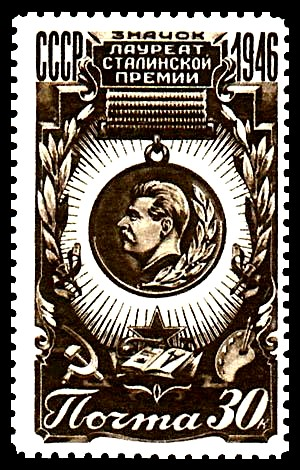
Il distintivo riprodotto su un francobollo

Il premio Stalin di Stato, in russo Государственная Сталинская премия?, chiamato più semplicemente premio Stalin, era un'onorificenza dell'Unione Sovietica, intitolata all'omonimo leader sovietico, che fu conferita nel periodo dal 1941 al 1954.

## Storia
Il premio Stalin fu creato nel dicembre del 1939 per premiare coloro i quali eccellevano nel campo scientifico, medico, letterario, artistico o musicale, ma poteva essere attribuito anche a persone che si erano distinte nel loro settore di attività. Durante la cerimonia veniva conferita una pergamena e una medaglia, ma il premiato riceveva anche una somma di denaro. Fu creato in reazione al famoso premio Nobel, e il 20 dicembre 1949 il Presidio del Soviet supremo istituì anche il Premio Stalin per la pace. Pietro Nenni fu il primo italiano a ricevere questo premio nel 1952, nel 1953 fu il turno del prete Andrea Gaggero ed infine nel 1957 fu il turno di Danilo Dolci anche se a quel momento il premio aveva cambiato nome. Nel 1956 infatti il premio fu ribattezzato Premio Lenin per la pace. Il premio Stalin, diviso in tre gradi, era attribuito annualmente a personalità che avessero contribuito ad importanti avanzamenti nei campi della scienza, matematica, letteratura, arti e ingegneria o che avessero prestato importanti servizi all'Unione Sovietica e alla causa del socialismo. Il premio poteva essere attribuito anche a interi gruppi di persone o a specifiche specialità lavorative o tecniche.
Cambiò denominazione nel 1954 in Premio di Stato dell'URSS a causa del processo di destalinizzazione che seguì la morte del dittatore, fino al 1991.